# Chiquinho Conde
Chiquinho Conde (Beira, Mozambique, 22 de noviembre de 1965) es un exfutbolista y entrenador de fútbol de Mozambique que jugaba en la posición de delantero centro. Actualmente es el entrenador de la selección de Mozambique.

## Carrera

### Club
| Periodo   | Club                   |
| --------- | ---------------------- |
| 1986–1987 | Maxaquene              |
| 1987–1991 | CF Os Belenenses       |
| 1991–1992 | SC Braga               |
| 1992–1994 | Vitória Setúbal        |
| 1994–1995 | Sporting CP            |
| 1996      | CF Os Belenenses       |
| 1996–1997 | Vitória Setúbal        |
| 1997      | New England Revolution |
| 1997      | Tampa Bay Mutiny       |
| 1998–2000 | Vitória Setúbal        |
| 2000–2001 | FC Alverca             |
| 2001–2002 | Portimonense SC        |
| 2002–2003 | Imortal DC             |
| 2004–2005 | CD Montijo             |

### Selección nacional
Jugó para Mozambique en 43 ocasiones de 1986 a 2001 y anotó 12 goles; participó en tres ediciones de la Copa Africana de Naciones.

### Entrenador
| Periodo   | Club                      |
| --------- | ------------------------- |
| 2005–2006 | Maxaquene                 |
| 2008      | Liga Desportiva de Maputo |
| 2009–2010 | Ferroviário de Maputo     |
| 2011–2013 | Vilankulo FC              |
| 2014–2016 | Maxaquene                 |
| 2017–2018 | UD Songo                  |
| 2018–2020 | Vitória Setúbal B         |
| 2021–     | Mozambique                |

## Logros

### Jugador
- Taça de Portugal: 1988–89,[3] 1994–95[3]

### Individual
- MLS All-Star Game: 1997[17]